# Jakub Trpiš
Jakub Trpiš (* 26. května 1986 Ostrava) je český spisovatel.

## Život
Jakub Trpiš vystudoval bezpečnostní inženýrství Na VŠB-TU. Psaní ho provázelo již od studijních let na vysoké škole, kde se jeho bakalářská práce stala jednou z nejlépe hodnocených prací.[zdroj?] Během svého studia pracoval v odvětví obchodu a marketingu, kde získal zkušenosti s prací s lidmi. Později se začal intenzivně věnovat osobnímu růstu. Dlouhou dobu vedl i úspěšný[zdroj?] blog úspěšně.eu, který měl i vysokou návštěvnost.[zdroj?]
V roce 2012 vydal svoji první knihu Volba, která je zaměřená na osobní růst. Kniha se v České republice stala bestsellerem a vyšla v několika edicích. V roce 2018 vyšla kniha Volba v angličtině pod názvem The Choice a o rok později se kniha dočkala i audio verze namluvené Filipem Jančíkem.
V roce 2016 vydal druhou knihu, fantasy román Landie: Čtyři poutníci, v roce 2020 následovala kniha s názvem Revoluce, která se odehrává v politickém prostředí od roku 2003 až 2023, kterou unikátně doplňuje původní soundtrack. Deník Právo ji v recenzi označil za „neduživý podměrečný žebrák“ oblečený do honosného kabátu.
Knihy vydává samonákladem.

## Knihy
- 2012 Volba
- 2016 Landie: Čtyři poutníci
- 2018: The Choice
- 2020: Revoluce